# Lago dell'Ovest
Il Lago dell'Ovest (西湖S, XīhúP) è un grande specchio d'acqua dolce situato a Hangzhou in Cina. Con questo nome si identifica sia il lago vero e proprio sia l'area circostante, con cui forma un ecostistema considerato un prototipo di bellezza paesaggistica citato in innumerevoli testi di poeti cinesi, visitato da numerosi turisti nazionali e internazionali, e dal 2011 anche iscritto nella lista dei patrimoni dell'umanità dell'UNESCO.
Noto perlomeno dal I secolo e citato nel Libro degli Han, il Lago dell'Ovest è stato fortemente antropizzato nei secoli ed è attualmente diviso in cinque sezioni da tre passaggi sopraelevati che ospitano numerosi edifici, alcuni su isole naturali o artificiali e alcuni come palafitte sull'acqua. L'intero complesso rispetta la regola paesaggistica cinese "una montagna, due torri, tre isole, tre spiagge e cinque laghi": presenta infatti le due pagode Léifēng e Bǎochù su lati opposti del lago, le isolette artificiali Xiǎoyíngzhōu (小瀛洲S, Húxīntíng (湖心亭S) e Ruǎngōngdūn (阮公墩S), vari ambienti sull'isola naturale di Gūshān (孤山S) e altro ancora per un totale di circa 49 km², di cui 21,22 km² sono occupati dal bacino idrico, e di questi 6,38 km² sono coperti dal lago vero e proprio.
Per la sua naturale bellezza, il lago è una fondamentale e secolare ispirazione per la poesia e la pittura cinese come pure per i giardini cinesi e, di conseguenza, per quelli coreani e giapponesi.

## Descrizione

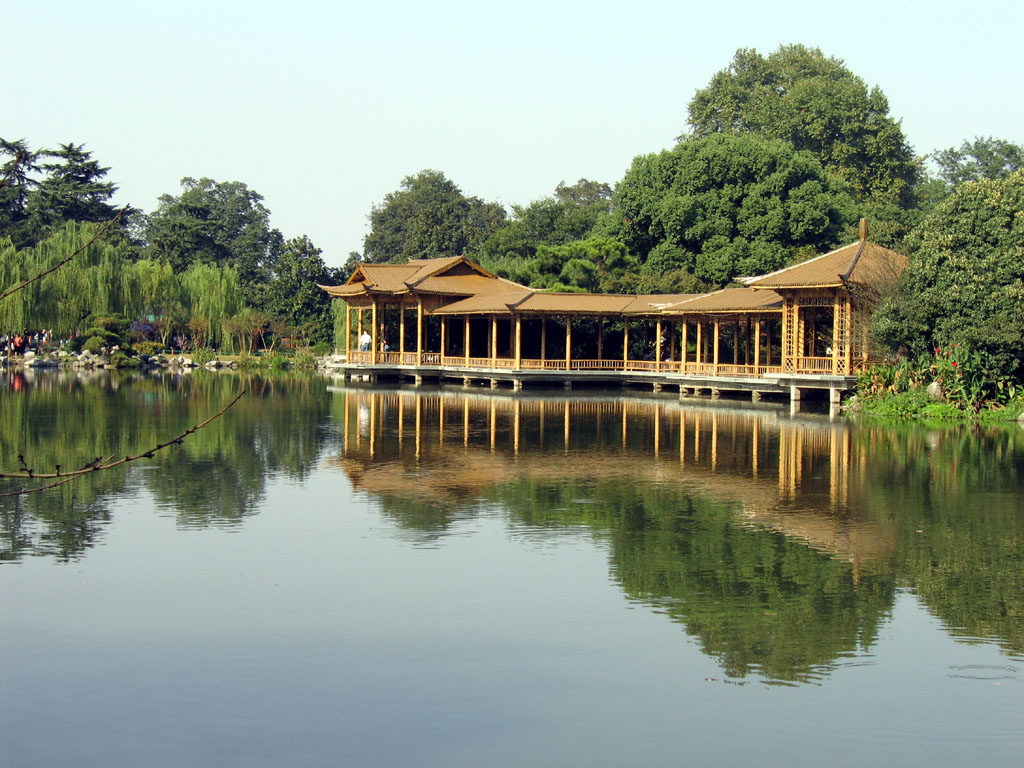
Il Padiglione per ammirare il lago

La leggenda narra che sia stato generato dalla caduta di una perla della Via lattea. È poco profondo, in media 1,8 m, ha un perimetro di circa 12 km e un'estensione di 5,6 km².
Il lago è suddiviso in tre porzioni da due dighe che servono a regolare l'afflusso delle acque provenienti dalle colline circostanti: la diga a nord, chiamata Baidi, parte dalla riva di nord-est e arriva sull'Isola Gushan, mentre quella ad ovest si chiama Sudi e divide il lago da nord a sud. La prima si può percorrere anche in auto, mentre la seconda solo a piedi o in bicicletta.
(Marco Polo, Il Milione, cap. 153. Traduzione italiana di Maria Bellonci)
Nel lago vi sono quattro isole. La più importante si chiama Gushan (Collina Solitaria), sulla quale si trova il "Padiglione per Ammirare il Lago" che fu costruito nel 1699 per l'imperatore Kangxi per poter ammirare il paesaggio, questo luogo si chiama "La luna autunnale sul lago tranquillo". Sull'isola, sul lato meridionale si trova il "Padiglione d'Autunno sul lago placido", edificio di fine d'epoca Qing, uno degli scorci più ameni del lago.
Nella parte meridionale del lago vi è la Piccola Isola delle Fate (Xiaoyingzhou), isola artificiale realizzata con terra dragata dal lago stesso nel 1607. È a forma di atollo e presenta al suo interno un piccolo lago; a ciò si riferisce un detto cinese: "nel lago c'è un'isola, nell'isola c'è un lago".
Si può godere di un'ottima vista sul lago e sui verdi monti circostanti dalla Pagoda Leifeng, situata su una collina presso il lago.